# Heinkel He P.1077

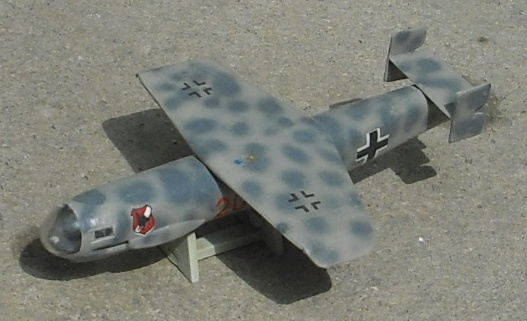
model van de Heinkel He P.1077 Julia

De He P.1077 "Julia" was een project voor een jachtvliegtuig dat werd ontwikkeld door de Duitse vliegtuigbouwer Heinkel.

## Ontwikkeling
Het project stond eerst bekend als P.1068 maar dit werd later veranderd in P.1077. Het project werd in de zomer van 1944 opgestart. Het doel van het project was het ontwikkelen van een jachtvliegtuig dat werd aangedreven door een raketmotor. Het project werd opgezet voor hetzelfde doel als waarvoor de Bachem “Natter” werd ontwikkeld. Dit ontwerp werd later uitgekozen voor verdere ontwikkeling. Het was de bedoeling om een jachtvliegtuig te ontwikkelen dat zou worden gebruik voor het verdedigen van een vast doel en dat binnen een zeer korte tijd een grote hoogte kan bereiken.
Het ontwerp was voorzien van een ronde romp en de vleugels waren hoog tegen de rompzijkant geplaatst. De vleugels waren kort en breed uitgevoerd. De vleugeltippen wezen naar beneden. De staartsectie was van twee richtingsroeren voorzien. De piloot beschikte in de cockpit slechts over de meest noodzakelijke instrumenten. De cockpit was in de rompneus geplaatst en de piloot lag voorover op zijn buik.
Tijdens de start werd er gebruikgemaakt van vier vaste brandstof raketten van 1.200 kg stuwdruk elk. De motor was een Walter HWK 109-509A-2 raketmotor met 1.700 kg stuwdruk. Deze was in het achterste deel van de romp geplaatst. De start zou verticaal worden uitgevoerd. De landing vond plaats op een landingsski.
Men had berekend dat de Julia bij vol vermogen in iets meer dan een minuut een hoogte van 12.000 m kon bereiken. Op die hoogte kan het toestel ongeveer vijf minuten op het vermogen van de Walter raketmotor vliegen. Hiervoor was de motor voorzien van een speciale verbrandingskamer waarvan men het vermogen kon variëren tussen 150 – 300 kg stuwdruk. Hierdoor beschikte men over een vliegbereik van ongeveer 40 km bij 800 km/uur op 10.000 m.
De bewapening zou bestaan uit twee 30 mm MK108 kanonnen. Deze waren in de rompzijkant aangebracht naast de cockpit. Men was begonnen met de bouw van een schaalmodel op ware grootte maar dit werd, tezamen met de bouwtekeningen tijdens een luchtaanval tegen het einde van 1944 vernietigd. Hierna is men begonnen met de bouw van twee prototypen. Deze waren voor 90% gereed toen de fabriek door de Russen werd bezet.

## Uitvoeringen
Men heeft ook gewerkt aan plannen voor een uitvoering waarin de piloot gewoon in de cockpit zat. Dit ontwerp stond bekend als de “Julia II”.
Een andere uitvoering stond bekend als de “Romeo”. Dit ontwerp was voorzien van een Argus 014 pulsjet motor met 480 kg stuwdruk die op de romp rug was aangebracht. Deze uitvoering was niet zoals de Julia ontwikkeld voor het verdedigen van een vast doel maar meer voor het “Miniaturjäger” programma voor een goedkoop, eenvoudig te fabriceren jachtvliegtuig. De prestaties van deze uitvoeren zouden niet te vergelijken zijn met die van de Julia uitvoeringen. Het probleem hierbij vormde de pulsjet motor. Het vermogen van dit type motor neemt namelijk erg af naarmate men grotere hoogte bereikt.

##### Technische specificaties
Afmetingen:
- Spanwijdte: 4,60 m.
- Lengte: 6,80 m.
- Vleugeloppervlak: 7,20 m².

Gewichten:
- Startgewicht: 1.790 kg met vier vaste brandstof raketten.

Prestaties:
- Maximumsnelheid: 980 km/uur.